# Charles Lambert (homme politique, 1734-1816)
Pour les articles homonymes, voir Charles Lambert et Lambert.
Charles Lambert, né le 1er octobre 1735 à Châtillon-sur-Seine (Côte-d'Or) et mort le 5 octobre 1816 à Paris dans l'ancien 10e arrondissement, est un homme politique de la Révolution française.

## Biographie
En septembre 1791, Charles Lambert, alors juge de paix à Belan-sur-Ource, est élu député du département de la Côte-d'Or, le cinquième sur dix, à l'Assemblée nationale législative. Il y vote en faveur de la mise en accusation de Bertrand de Molleville, le ministre de la Marine, et propose « que l'Assemblée nationale décerne les honneurs du Panthéon à la mémoire de Louis XII et d'Henri IV, comme étant les seuls de nos rois qui se soient montrés les pères du peuple ». 
En août 1792, la monarchie s'effondre à la suite de l'insurrection aux Tuileries. En septembre, Charles Lambert est réélu député de la Côte-d'Or, le sixième sur dix, à la Convention nationale. Il siège sur les bancs de la Plaine. Lors du procès de Louis XVI, il vote la détention, se prononce en faveur de l'appel au peuple mais ne se présente pas au dernier appel nominal. Il s'abstient de voter lors du scrutin sur la mise en accusation de Marat et à celui sur le rétablissement de la Commission des Douze. 